# To the Limit (chanson)
 (juin 2012).
Si vous disposez d'ouvrages ou d'articles de référence ou si vous connaissez des sites web de qualité traitant du thème abordé ici, merci de compléter l'article en donnant les références utiles à sa vérifiabilité et en les liant à la section « Notes et références ».
Singles de KAT-TUN
Birth
(2011) Fumetsu no Scrum
(2012)
To the Limit est le 18esingle du groupe KAT-TUN sorti sous le label J-One Records le 27 juin 2012 au Japon. Il arrive 1er à l'Oricon. Il se vend à 156 351 exemplaires la première semaine et reste classé 9 semaines pour un total de 170 296 exemplaires vendus. Il sort en format CD et CD+DVD.
Spirit a été utilisé comme thème musical pour les émissions Dramatic Game 1844 et Going！Sports & News. To the Limit se trouve sur l'album Come Here.

## Liste des titres
| 1. | To the Limit (TO THE LIMIT)                    | M.U.R., masanco     | Tom Diekmeier, Junior H Johansson        |  |
| 2. | Sorezore No Sora (それぞれの空)                | miwa*, t-oga, Crews | King of slick, KOUDAI IWATSUBO           |  |
| 3. | Spirit (SPIRIT)                                | miwa*               | Albi Albertsson, Stephan Elfgren, DAICHI |  |
| 4. | To the Limit (Instrumental) (TO THE LIMIT)     | M.U.R., masanco     | Tom Diekmeier, Junior H Johansson        |  |
| 5. | Sorezore No Sora (Instrumental) (それぞれの空) | miwa*, t-oga, Crews | King of slick, KOUDAI IWATSUBO           |  |
| 6. | Spirit (Instrumental) (SPIRIT)                 | miwa*               | Albi Albertsson, Stephan Elfgren, DAICHI |  |

| 1. | To the Limit (TO THE LIMIT)                                | M.U.R., masanco | Tom Diekmeier, Junior H Johansson |  |
| 2. | Walking in the light (WALKING IN THE LIGHT)                | mikalune        | Daddylong, Naoshi Shimada         |  |
| 3. | Walking in the light (Instrumental) (WALKING IN THE LIGHT) | mikalune        | Daddylong, Naoshi Shimada         |  |

| 1. | To the Limit (PV+Making of) (TO THE LIMIT) |  |